# Ghouazi
Ghouazi är en ort i Marocko.   Den ligger i provinsen Taounate och regionen Fès-Meknès, 150 km öster om huvudstaden Rabat.